# 히가시후시미역
히가시후시미역(일본어: 東伏見駅)은 일본 도쿄도 니시토쿄시에 있는 철도역이다.

## 타는 곳
| ↑ 무사시세키      |
| \| 4 3 \| 2 1 \|  |
| 세이부 야기사와 ↓ |

| 1 | ■ 신주쿠 선 | 다나시・도코로자와・혼카와고에・하이지마 선 하이지마 방면(대피선) |
| 2 | ■ 신주쿠 선 | 다나시・도코로자와・혼카와고에・하이지마 선 하이지마 방면(본선)   |
| 3 | ■ 신주쿠 선 | 사기노미야・다카다노바바・세이부 신주쿠 방면(본선)                |
| 4 | ■ 신주쿠 선 | 사기노미야・다카다노바바・세이부 신주쿠 방면(대피선)              |

## 역세권 정보
- 무사시노세키 공원
- 와세다 대학 후시미 캠퍼스(인문학부, 스포츠과학부의 강의가 일부 시행)

## 역사
- 1927년 4월 16일: 영업 개시.
- 1929년 11월 20일 : 지금의 역명으로 변경.

## 사진

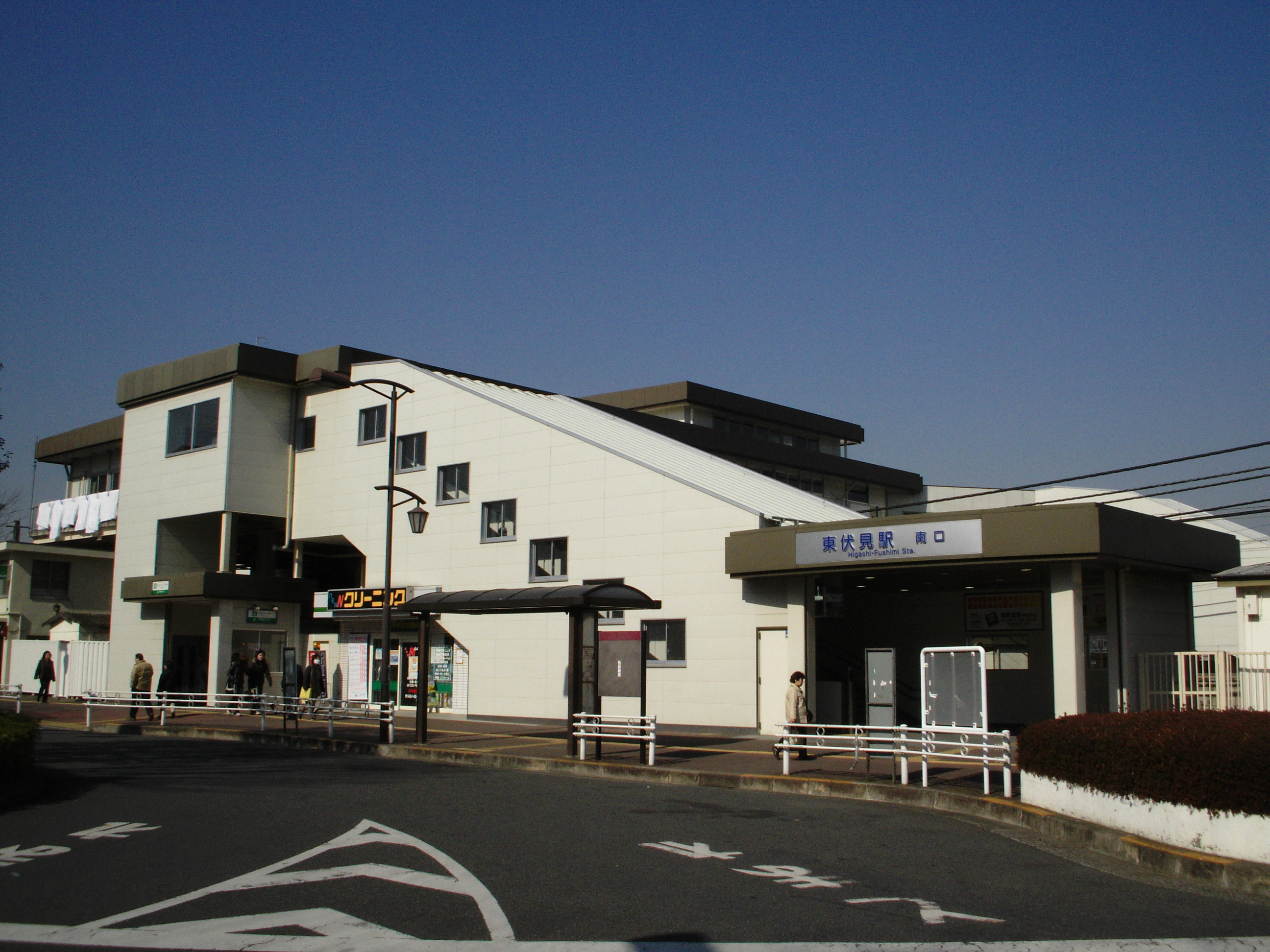
남쪽 출입구 모습

## 인접역
| 세이부 철도■신주쿠선          | 세이부 철도■신주쿠선 | 세이부 철도■신주쿠선                      |
| ----------------------------- | -------------------- | ----------------------------------------- |
| 무사시세키 세이부 신주쿠 방면 | ■준급, ■보통         | 세이부 야기사와 혼카와고에, 하이지마 방면 |